# East McLean (Dakota del Norte)
East McLean es un territorio no organizado ubicado en el condado de McLean en el estado estadounidense de Dakota del Norte. En el Censo de 2010 tenía una población de 95 habitantes y una densidad poblacional de 0,52 personas por km².

## Geografía
East McLean se encuentra ubicado en las coordenadas 47°37′31″N 100°55′6″O / 47.62528, -100.91833. Según la Oficina del Censo de los Estados Unidos, East McLean tiene una superficie total de 182.57 km², de la cual 175.7 km² corresponden a tierra firme y (3.77%) 6.87 km² es agua.

## Demografía
Según el censo de 2010, había 95 personas residiendo en East McLean. La densidad de población era de 0,52 hab./km². De los 95 habitantes, East McLean estaba compuesto por el 95.79% blancos, el 0% eran afroamericanos, el 0% eran amerindios, el 0% eran asiáticos, el 0% eran isleños del Pacífico, el 0% eran de otras razas y el 4.21% pertenecían a dos o más razas. Del total de la población el 0% eran hispanos o latinos de cualquier raza.